# Leszek Grot

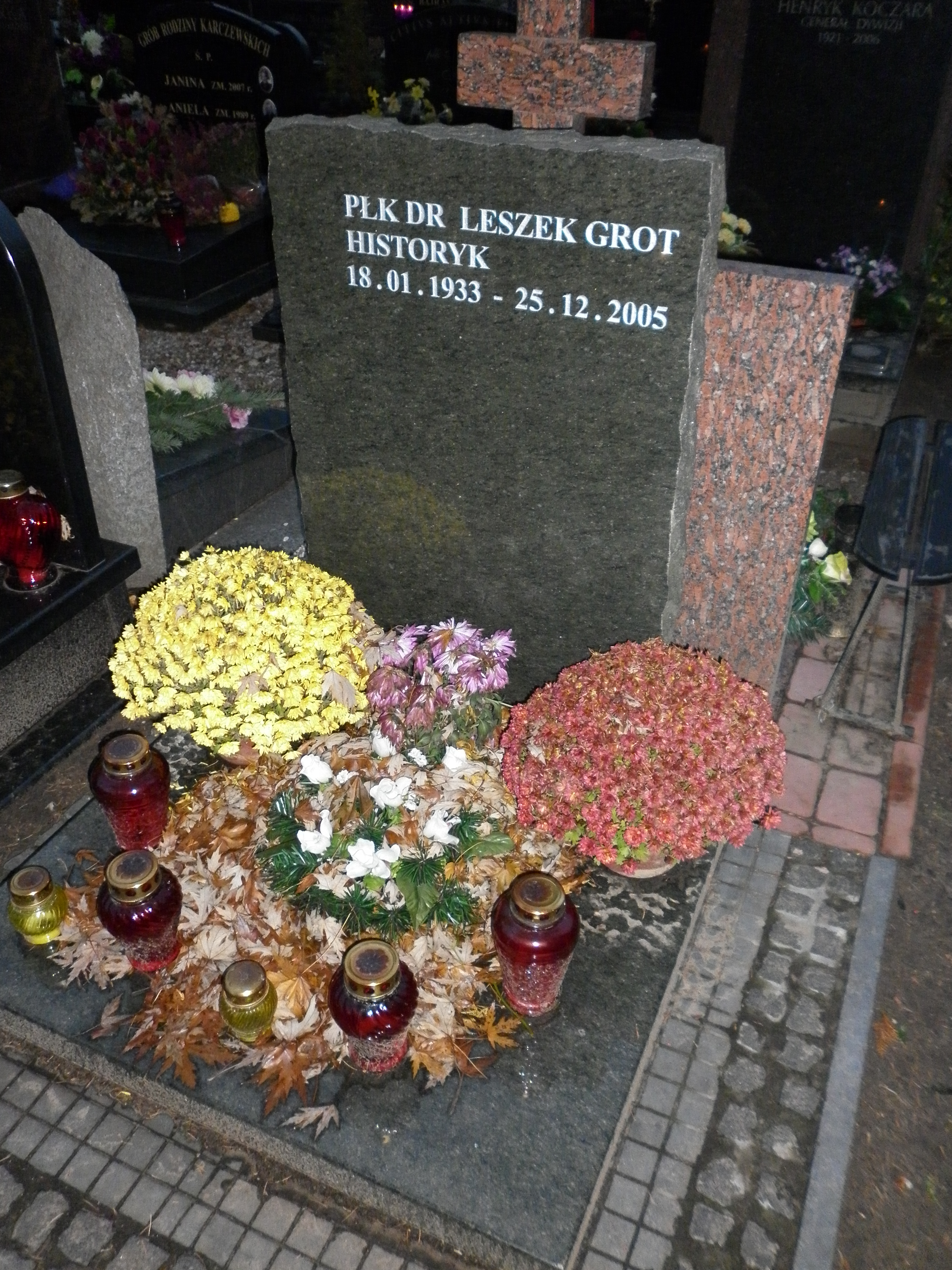
Grób na Wojskowych Powązkach

Leszek Grot (ur. 18 stycznia 1933 w Puchaczowie, zm. 25 grudnia 2005) – polski historyk wojskowości, oficer polityczny, pułkownik, doktor nauk historycznych.

## Życiorys
Do czternastego roku życia mieszkał w Puchaczowie koło Łęcznej, gdzie jego rodzice, Franciszka i Henryk, posiadali gospodarstwo rolne. W 1947 patrol bojowy Wolności i Niepodległości zabił – podobno w jego obecności – matkę i siostrę (wyrok podziemia wykonany przez pomyłkę na niewłaściwych osobach).
Ojciec skierował go do kompanii małoletnich w Legnicy, jednak wkrótce rozpoczął naukę w Liceum Ekonomicznym w Lublinie, a później w Szkole Oficerów Politycznych w Łodzi. Ukończył ją z wynikiem bardzo dobrym z opinią wybitnie zdolnego i wskazaniem do dalszej edukacji i pracy naukowej. Od 1952 już jako podporucznik pracował na stanowisku kierownika gabinetu – asystenta w Katedrze Geografii Wojennej oraz Wojskowej Akademii Politycznej im. Feliksa Dzierżyńskiego, rozpoczynając jednocześnie kształcenie oraz pracę naukowo-dydaktyczną pod kierunkiem Zygmunta Paruckiego.
Ukończył studia na Akademii Wojskowo-Politycznej im. Feliksa Dzierżyńskiego, a następnie historyczne na Uniwersytecie Warszawskim. Pracę magisterską i doktorską pisał pod patronatem profesora Henryka Jabłońskiego. Następnie został kolejno: starszym asystentem, adiunktem i docentem w Katedrze Historii Polski i Polskiego Ruchu Robotniczego, kierowanej przez Emanuela Halicza. Prowadził seminarium magisterskie z zakresu najnowszych dziejów Polski. Awansował do stopnia podpułkownika. Był członkiem rady wydziału oraz kierownikiem cyklu wydawniczego Z lat wojny i okupacji. 
Po 1968 jego poglądy i wypowiedzi zaczęły być uznawane za nieprawomyślne. Odsunięty ze społeczności akademickiej przez władze państwowe po tym jak w czasie transmisji telewizyjnej z obrad VI Zjazdu PZPR udał się na przyjęcie towarzyskie do restauracji.
Został skierowany do Wojskowego Instytutu Historycznego im. Wandy Wasilewskiej. Wkrótce objął stanowisko redaktora naczelnego kwartalnika Przegląd Historyczno-Wojskowy. Awansował również na stopień pułkownika. Podczas pracy Grota w czasopiśmie ukazało się w nim wiele cenionych materiałów, m.in. wspomnienia Mariana Utnika, artykuły gen. Romana Abramowa i Mieczysława Boruty-Spiechowicza dotyczące likwidacji Cmentarza Orląt oraz materiały płk. Jana Rzepeckiego dotyczące Biura Informacji i Propagandy. Ukazywały się jednak także artykuły zakłamujące obraz dziejów Polski – szczególnie w latach 1981–1983. W 1985 r., po prawie 10 latach kierowania kwartalnikiem, został usunięty z redakcji w wyniku nieporozumień z szefem Głównego Zarządu Politycznego Wojska Polskiego. Został przeniesiony na stanowisko docenta w Wojskowym Instytucie Historycznym. Przeszedł w stan spoczynku w 1988 r., po prawie 40 latach służby.
Wycofał się z działalności politycznej i naukowej, gdyż uważał, że zmiany w polskiej lewicy zachodzą zbyt wolno. Jednocześnie pogarszał się jego stan zdrowia. Po kilku latach wrócił do działalności naukowej. 
Zmarł 25 grudnia 2005. Jest pochowany na Cmentarzu Wojskowym na Powązkach (kwatera I urnowa-5-14).
Był żonaty, miał córkę Barbarę oraz synów Tomasza i Pawła.

## Poglądy
Tak jak jego ojciec, miał lewicowe poglądy. Pracował w instytucjach Głównego Zarządu Politycznego, w których przekonywał społeczeństwo polskie do tych poglądów. Transformację ustrojową Polski w 1989 uważał za normalną kolej rzeczy. Uważał, że w nowym ustroju politycznym lewica nadal ma możliwości rządzenia, pod warunkiem że zostanie przebudowana i się przystosuje do warunków wolnego rynku i demokracji. Popierał publicznie generała Wojciecha Jaruzelskiego.

## Dorobek naukowy
Napisał kilka książek, kilkadziesiąt artykułów naukowych i publicystycznych. Jest także współautorem dzieł zbiorowych. Wychowawca kilku pokoleń historyków najnowszej historii Polski.
- Witold Biegański, Leszek Grot Wkład żołnierza polskiego w zwycięstwo nad faszyzmem, Warszawa, „Książka i Wiedza”, 1984
- Leszek Grot Przemiany rewolucyjne w krajach Europy Środkowej i Południowo-Wschodniej w latach 1944–1948: materiały międzynarodowego sympozjum naukowego zorganizowanego przez Polską Sekcję Wielostronnej Komisji Problemowej Akademii Nauk Krajów Socjalistycznych ds. Badania Dziejów Rewolucji Październikowej, Warszawa 1977
- Leszek Grot, Tadeusz Konecki, Edward Nalepa Pokojowe dzieje wojska polskiego, Warszawa: WIH, 1988
- Leszek Grot, List generałów: Rzecz o kłamstwie i chamstwie, Toruń 2003.
- Wojskowa działalność Komunistycznej Partii Polski: Wstępem opatrzył i do druku przygotował Leszek Grot, Wojskowy Przegląd Historyczny, Warszawa, 1988